# Зеленник сірогрудий
Зеле́нник сірогрудий (Chlorospingus semifuscus) — вид горобцеподібних птахів родини Passerellidae. Мешкає в Колумбії і Еквадорі.

## Підвиди
Виділяють два підвиди:
- C. s. livingstoni Bond, J & Meyer de Schauensee, 1940 — західні схили Колумбійських Анд (від верхів'їв річки Сан-Хуан[en] в департаменті Чоко до Національного парку Мунчіке[en] в департаменті Каука);
- C. s. semifuscus Sclater, PL & Salvin, 1873 — західні схили Анд на південному заході Колумбії (Нариньйо) та в Еквадорі (на південь до Котопахі).

## Поширення і екологія
Сірогруді зеленники живуть у вологих гірських тропічних лісах Анд. Зустрічаються на висоті від 1200 до 2500 м над рівнем моря.